# Vauchelles-les-Quesnoy
 Vauchelles-les-Quesnoy  es una población y comuna francesa, en la región de Picardía, departamento de Somme, en el distrito de Abbeville y cantón de Abbeville-Nord.

## Demografía
| 607 | 640 | 734 | 856 | 889 | 830 |
| Para los censos de 1962 a 1999 la población legal corresponde a la población sin duplicidades (Fuente: INSEE [Consultar]) |     |     |     |     |     |